# Узюмское сельское поселение
Узюмское се́льское поселе́ние — муниципальное образование в Атнинском районе Татарстана Российской Федерации.
Административный центр — село Таш-Чишма.

## История
Статус и границы сельского поселения установлены Законом Республики Татарстан от 31 января 2005 года № 15-ЗРТ «Об установлении границ территорий и статусе муниципального образования "Атнинский муниципальный район" и муниципальных образований в его составе».

## Население
| 2010 | 2011 | 2012 | 2013 | 2014 | 2015 | 2016 |
| ---- | ---- | ---- | ---- | ---- | ---- | ---- |
| 620  | ↘619 | ↘616 | ↘600 | ↘593 | ↘583 | ↘575 |
| 2017 | 2018 |      |      |      |      |      |
| ↘572 | ↘563 |      |      |      |      |      |

## Состав сельского поселения
| № | Населённый пункт | Тип населённого пункта       | Население |
| - | ---------------- | ---------------------------- | --------- |
| 1 | Мокша            | деревня                      |           |
| 2 | Старый Узюм      | деревня                      |           |
| 3 | Таш-Чишма        | село, административный центр |           |